# Нагірне (Довжанський район)
Нагі́рне (до 1970 року — Картушине) — село в Україні, у Довжанській міській громаді Довжанського району Луганської області. Населення становить 254 осіб.
Знаходиться на тимчасово окупованій території України.

## Географія
Географічні координати: 48°11' пн. ш. 39°27' сх. д. Часовий пояс — UTC+2. Загальна площа села — 36,1 км².
Село розташоване у східній частині Донбасу за 52 км від міста Довжанська. Найближча залізнична станція — Довжанська, за 52 км. Через село протікає річка Велика Кам'янка.

## Історія
Засноване 1880 року як хутір Картушине. Назва поселення була утворена від прізвища землевласника і засновника поручика Михайла Картушина. 
У 1922 році Картушине отримує статус села, а 1970 року перейменоване на село Нагірне.
12 червня 2020 року, відповідно до Розпорядження Кабінету Міністрів України № 717-р «Про визначення адміністративних центрів та затвердження територій територіальних громад Луганської області», увійшло до складу Довжанської міської громади.
17 липня 2020 року, в результаті адміністративно-територіальної реформи та ліквідації  колишніх Довжанського (1938—2020) та Сорокинського районів, увійшло до складу новоутвореного Довжанського району.

## Населення

### Мова
Розподіл населення за рідною мовою за даними перепису 2001 року:
| Мова            | Кількість | Відсоток |
| --------------- | --------- | -------- |
| українська      | 194       | 76.38%   |
| російська       | 23        | 9.05%    |
| інші/не вказали | 37        | 14.57%   |
| Усього          | 254       | 100%     |

За даними перепису 2001 року населення села становило 254 особи, з них 76,38% зазначили рідною мову українську, 9,06% — російську, а 14,56% — іншу.

## Соціальна сфера
У селі працює фельдшерсько-акушерський пункт.

## Пам'ятки
Поблизу села виявлено поселення епохи бронзи, курганний могильник з 2 курганами.